# 684 (IBC岩手放送)
684（ろくはちよん）とは、IBC岩手放送が所有するラジオカーの名称。同局の周波数（盛岡本局）から命名された。

## 概要
IBC岩手放送のラジオ番組『朝からRADIO』『ワイドステーション』『水越かおるのすっぴん土曜日』『神山浩樹ののびのびサタデー』『大塚富夫のタウン』内で中継を行う際に使用される。中継の際に使用される車両はトヨタ自動車の車両が使われており、現在はC-HR（2018年9月26日 - ）が使用されている。過去にはウィッシュ（2013年10月1日 - 2018年9月25日）、カローラルミオン（2008年9月30日 - 2013年9月30日）、プラッツ（2000年代前半）、スプリンター（1990年代）などが使用された。
本局の周波数が720kHzだった頃は「IBC720」という名称だった。また2台が常時稼動していた時期があるほか、2018年以降は特別企画中のみ2台が稼働する。現在、684には女性レポートドライバー2人が乗り込み、1人が運転、もう1人がレポートを担当するのが通例となっているが、1名がドライバーとレポーターを兼任する場合もある。

## 担当番組
2009年3月30日より、特別な場合を除き月曜日の『朝からRADIO』『ワイドステーション』の中継コーナーが廃止されたため、実質稼動しているのは火曜日から土曜日までとなる。
平日
- 朝からRADIO（10:40頃）
- ワイドステーション（13:10頃、15:15頃、16:20頃）

土曜日
- 水越かおるのすっぴん土曜日（10:35頃）
- 神山浩樹ののびのびサタデー（14:15頃・不定期）
- 大塚富夫のタウン（不定期）

## 現在の684レポーター
- 伊達晴香（2015年10月1日 - ）
- 赤坂菜生（2017年5月17日 - ）

まれにラジオカーを使用しない中継にも出演することがある。

## 過去に在籍したレポーター
- 千葉真樹子（2009年11月 -2012年6月[7]　IBC684リポーター卒業後奥州エフエム放送に2015年3月までパーソナリティとして出演）
- 石田麻衣（元IBCアナウンサー・ディレクター、2008年4月 - 2009年3月）
- 宇部圭子（2004年10月 - 2008年3月）
- 大関寿美子（1988年 - 1997年3月[5]）
- 小野寺美賀子（2003年4月 - 2009年10月）
- 菊池理子
- 福田記子（2008年4月 - 2009年3月）
- 藤岡美智子（ - 2010年3月31日）
- 阿部麗子（1999年2月 - 2004年6月[8]）
- 山崎覚子（1991年 - 1994年[9]）
- 藤原あかね（2012年8月1日 - 2015年3月27日[10]）
- 村井沙織（2010年4月1日 - 2015年9月30日[11]）
- 富樫久美（2015年4月4日 - 2017年5月31日）